# Spirídon Athanassópulos
Spirídon Athanassópulos (en grec Σπυρίδων Αθανασόπουλος) va ser un gimnasta grec que va prendre part en els Jocs Olímpics de 1896, a Atenes.
Athanassópulos va disputar la prova de barres paral·leles per equip formant part de l'equip Panellinios Gymnastikos Syllogos, que finalitzà en la segona posició final i del qual era el líder, amb la qual cosa guanyà la medalla de plata.